# Manuel Maldonado

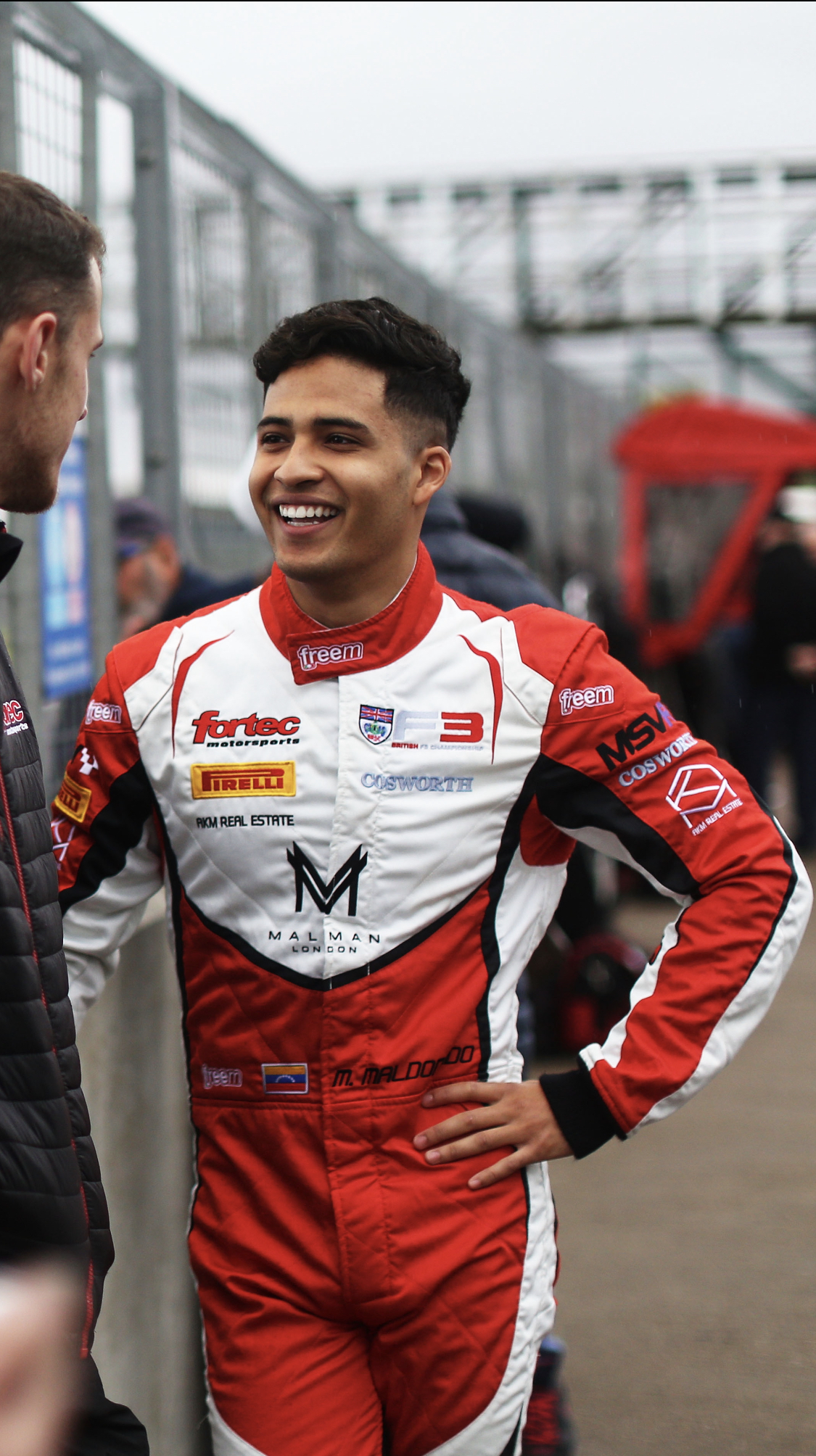
Manuel Maldonado 2019

Manuel Maldonado Vargas (* 5. Oktober 1999 in Maracay) ist ein venezolanischer Autorennfahrer und der Cousin von Pastor Maldonado. 

## Karriere im Motorsport
Nach Anfängen im Kartsport begann die Monoposto-Phase von Manuel Maldonado 2016 in der italienischen Formel-4-Meisterschaft. Für Cram Motorsport bestritt er 20 der 21 Meisterschaftsläufe, erzielte aber keine Wertungspunkte. Erste Punkte erreichte er in der MRF Challenge Formel 2000 2017, einer Rennserie, in der er parallel zur britischen BRDC Formel-3-Meisterschaft am Start war. Die BRDC-Meisterschaft 2017 beendete er als 17. der Jahreswertung. Im Jahr darauf gelangen ihm in dieser Meisterschaft die ersten beiden Rennsiege und 2019 mit dem sechsten Endrang sein bisher bester Meisterschaftserfolg.
2021 fuhr er Sportwagenrennen für United Autosports. Er gewann die LMP3-Klasse der Asian Le Mans Series und startete sowohl in der European Le Mans Series als auch in der  FIA-Langstrecken-Weltmeisterschaft.
Sein Debüt beim 24-Stunden-Rennen von Le Mans endete mit einem frühen Ausfall. In der vierten Rennstunde verlor er bei der Anfahrt zum Dunlop-Bogen auf der regennassen Fahrbahn die Herrschaft über seinen Oreca 07 und prallte in den Wagen seines Teamkollegen Paul di Resta. Während di Resta nach einiger Zeit das Rennen wieder aufnehmen konnte, musste Maldonado aufgeben.

## Statistik

### Le-Mans-Ergebnisse
| Jahr | Team              | Fahrzeug | Teamkollege         | Teamkollege       | Platzierung | Ausfallgrund |
| ---- | ----------------- | -------- | ------------------- | ----------------- | ----------- | ------------ |
| 2021 | United Autosports | Oreca 07 | Nicolas Jamin       | Jonathan Aberdein | Ausfall     | Unfall       |
| 2023 | Panis Racing      | Oreca 07 | Tijmen van der Helm | Job van Uitert    | Rang 25     |              |

### Einzelergebnisse in der FIA-Langstrecken-Weltmeisterschaft
| Saison | Team              | Rennwagen | 1   | 2   | 3   | 4   | 5   | 6   | 7   |
| ------ | ----------------- | --------- | --- | --- | --- | --- | --- | --- | --- |
| 2021   | United Autosports | Oreca 07  | SPA | POR | MON | LEM | BAH | BAH |     |
| 2021   | United Autosports | Oreca 07  | DNF |     |     |     |     |     |     |
| 2023   | Panis Racing      | Oreca 07  | SEB | POR | SPA | LEM | MON | FUJ | BAH |
| 2023   | Panis Racing      | Oreca 07  | 25  |     |     |     |     |     |     |